# Neoma Judge
Neoma Judge (Mitchell (Dakota del Sur), 27 de septiembre de 1908 - Daly City, California, 7 de junio de 1978) fue una actriz que trabajó durante la década de 1930.
Judge fue elegida como una de las WAMPAS Baby Stars siendo seleccionada por la Asociación Occidental de Anunciantes de Películas en 1934.

## Filmografía
- The Man from Arizona (1932) as Lupita
- Young Blood (1932) Lola Montaine, La Condesa
- Terror Trail (1933) como Norma Laird
- Young and Beautiful (1934)
- Waterfront Lady (1935) como Mrs. DeLacy
- Snowed Under (1936)
- The Golden Arrow (1936) como Mrs. Clarke
- Gold Diggers of 1937 (1936)